# Romance d'un jeune couple
Pour plus de détails, voir Fiche technique et Distribution.
Romance d'un jeune couple (titre original : Roman einer jungen Ehe) est un film est-allemand réalisé par Kurt Maetzig dans les studios de la DEFA, sorti en 1952. 

## Synopsis
Agnes et Jochen sont de jeunes acteurs qui tombent amoureux lors de la mise en scène de la pièce de Lessing, Nathan le Sage. Ils se marient. Agnes commence à jouer dans des films est-allemands, que son époux considère comme de la pure propagande, surtout lorsqu'elle récite un poème à la gloire de Staline. Lorsque Jochen accepte de jouer dans une mise en scène de Les Mains sales, Agnes ne peut plus le suivre et le couple divorce. Jochen devient une star en Occident mais réalise lentement que tout n'est pas parfait, notamment lorsqu'il découvre que d'anciens Nazis influents sont réhabilités. Après avoir été témoin d'une manifestation anti-guerre brutalement dispersée par la police, il arrive au tribunal devant statuer sur leur divorce et demande à Agnes de se réconcilier avec lui. Elle accepte et ils passent à Berlin-Est.

## Fiche technique
- Titre : Romance d'un jeune couple
- Titre original : Roman einer jungen Ehe
- Réalisation : Kurt Maetzig
- Scénario original : Bodo Uhse (en).
- Musique : Wilhelm Neef
- Production : Alexander Lösche
- Pays d'origine :  Allemagne de l'Est
- Durée : 104 minutes
- Date de sortie : 18 janvier 1952

## Distribution
- Yvonne Merin : Agnes Sailer
- Hans-Peter Thielen : Jochen Karsten
- Willy A. Kleinau : Dr. Ulrich Plisch
- Hilde Sessak : Carla
- Martin Hellberg : Möbius
- Hanns Groth : Lutz Frank
- Alfons Mühlhofer : Ernst Winkler
- Horst Preusker : Jonas
- Waltraud Kogel : Asttrid Kern
- Albert Grabe : Otto Dulz
- Brigitte Krause : Brigitte Dulz
- Gisela Rimpler : Felicitas Bach